# Академия Амбрелла (телесериал)
«Академия Амбрелла» (англ. The Umbrella Academy) — американский супергеройский стриминговый сериал, который является адаптацией одноимённой серии комиксов издательства Dark Horse Comics. Сериал выходил на сервисе Netflix и разработан Стивом Блэкманом в сотрудничестве с Джереми Слейтером. «Академия Амбрелла» рассказывает историю неблагополучной семьи супергероев, которые возвращаются домой, чтобы разгадать тайну смерти их приёмного отца и предотвратить надвигающийся апокалипсис. Производством сериала занимались компании Borderline Entertainment, Dark Horse Entertainment и Universal Cable Productions.
Главные роли в сериале исполняли Эллен Пейдж, Том Хоппер, Дэвид Кастанеда, Эмми Рэйвер-Лампман, Роберт Шиэн, Эйдан Галлахер, Кэмерон Бриттон, Мэри Джей Блайдж, Джон Магаро, Адам Годли, Колм Фиори, Джастин Х. Мин, Риту Арья, Юсуф Гейтвуд, Марин Айрленд и Кейт Уолш. Работа над адаптацией комиксов началась в 2011 году, и изначально компания Universal Pictures собиралась снять на их основе полнометражный фильм. Однако в 2015 году было принято решение снимать телесериал, а в июле 2017 года Netflix одобрил запуск проекта. Сериал снимался в Торонто и Гамильтоне, Онтарио.
Первый сезон вышел на Netflix 15 февраля 2019 года. В апреле 2019 года Netflix сообщил, что в течение первого месяца после премьеры его посмотрели 45 млн домохозяйств. В том же месяце сериал был продлён на второй сезон, премьера которого состоялась 31 июля 2020 года. В ноябре 2020 года Netflix продлил сериал на третий сезон, который вышел 22 июня 2022 года. В августе 2022 года Netflix продлил сериал на четвёртый сезон, который вышел 8 августа 2024 года и стал в сериале последним

## Сюжет

### Сезон 1
1 октября 1989 года на свет в разных странах мира одновременно появляются 43 ребёнка со сверхъестественными способностями, хотя ни у одной из матерей до родов не было никаких признаков беременности. Семерых детей усыновляет эксцентричный миллиардер сэр Реджинальд Харгривз и создаёт для них Академию «Амбрелла», где уникальные дети развивают свои необычные таланты и превращаются в команду супергероев. Харгривз называет детей по номерам, однако их приёмная мать-робот всё-таки даёт им имена.
Реджинальд считает, что способности детей в будущем позволят спасти жизнь их планете и всему живому. Спустя много лет Академия прекращает функционировать, а её ученики разбегаются по всему свету, и предпочитают больше не контактировать друг с другом. Лютер становится астронавтом, Эллисон — известной актрисой, Ваня — скрипачкой, Клаус — тусовщиком-наркоманом, Бен после смерти превращается в призрака, способного общаться только с Клаусом, а Диего борется с преступностью. Когда Реджинальд Харгривз умирает, выпускники Академии приезжают на похороны приёмного отца. Номер Пять возвращается из будущего и сообщает, что через восемь дней наступит апокалипсис. Выпускники Академии решают вновь объединить свои усилия, чтобы расследовать гибель наставника и защищать человечество, однако постоянно конфликтуют из-за различий в характерах и способностях.

### Сезон 2
События второго сезона начинаются сразу после окончания первого. После неудачной попытки предотвратить апокалипсис в 2019 году члены Академии «Амбрелла» собираются переместиться назад во времени, чтобы спасти мир. Во время прыжка во времени что-то идёт не так, и все оказываются разбросаны по разным годам 1960-х в Далласе. Пятый попадает в 25 ноября 1963 года, в самый разгар ядерного «судного дня», но ему удаётся сбежать при помощи Хейзела. Пятый понимает, что у него есть всего 10 дней, чтобы предотвратить новый апокалипсис, для этого ему нужно отыскать и объединить родственников, каждый из которых успел начать новую жизнь. Ситуация осложняется тем, что за Пятым охотятся трое шведов-киллеров.

### Сезон 3
Братья и сёстры понимают, что их действия в прошлом привели к возникновению альтернативной временной линии, где Реджинальд взял под опеку других детей и основал Академию «Спэрроу». Также им необходимо предотвратить уничтожение вселенной Кугельблицем.

### Сезон 4
Спустя шесть лет после событий третьего сезона, потеряв свои силы, члены академии живут обычной жизнью. Но всё меняется, когда Бен возвращает силу всем членам семьи обманом, и они берутся за миссию по спасению девушки по имени Дженнифер. Тем не менее, спасаемая особа оказывается не так проста, являясь той, кто способна запустить событие, что известно как "Очищение". И при этом Бен является спусковым крючком для высвобождения данного события. Академии Амбрелла необходимо найти способ отменить "Очищение", которое в скором времени уничтожит мир...

## В ролях
- Эллиот Пейдж[a] — Ваня Харгривз / Виктор Харгривз / Номер Семь / Белая скрипка, скрипач, который держится особняком от своих братьев и сестры и не имеет явных сверхъестественных способностей. На самом деле он способен преобразовывать звуковые волны в разрушительную энергию, однако отец с помощью лекарств подавил эту силу, чтобы защитить его и окружающих. В 3 сезоне персонаж совершает каминг-аут как транс-мужчина и начинает использовать местоимения он/его по аналогии с каминг-аутом Пейджа[4][5]. Т. Дж. Макгиббон и Алисса Герваси исполняют роль Виктора в подростковом и 4-летнем возрасте соответственно.
- Том Хоппер — Лютер Харгривз / Номер Один / Космобой. Астронавт, обладающий невероятной силой. По заданию отца четыре года прожил на Луне. Во время выполнения одной из миссий получил серьёзные травмы, и для спасения сына Реджинальд ввёл ему сыворотку, в результате торс и руки Лютера стали как у гориллы. Кэмерон Бродер исполняет роль юного Лютера.
- Дэвид Кастанеда — Диего Харгривз / Номер Два / Траектория. Постоянный возмутитель спокойствия, обладающий способностью изменять траекторию бросаемых предметов (в основном ножей). Блейк Талабис исполняет роль юного Диего.
- Эмми Рэйвер-Лампман[англ.] — Эллисон Харгривз / Номер Три / Слух. Знаменитая актриса, обладающая способностью манипулировать людьми с помощью лжи. Ей нужно лишь произнести фразу «До меня дошёл слух, что…» перед любым заявлением, чтобы человек выполнил всё сказанное. Иден Купидон и Джордана Блейк исполняют роль Эллисон в подростковом и 4-летнем возрасте соответственно.
- Роберт Шиэн — Клаус Харгривз / Номер Четыре / Сеанс. Эксцентричный наркоман и алкоголик, обладающий способностью общаться с мёртвыми. Также умеет делать призванных духов видимыми для других. Данте Альбидоне исполняет роль молодого Клауса.
- Эйдан Галлахер — Номер Пять. Подросток, обладающий способностью перемещаться во времени и пространстве. После путешествия в будущее он перенёсся в постапокалиптический мир и застрял в нём на 45 лет. Однажды Пятого нашла Куратор, которая завербовала его в Комиссию — организацию, защищающую временную линию и выявляющую тех, кто является угрозой. В конце концов он предал своего работодателя и вернулся в своё время, чтобы предупредить свою семью об апокалипсисе, а Комиссия начала охоту за ним. После возвращения домой Пятый вновь появился в теле 13-летнего мальчика. Джим Уотсон играет взрослого Пятого, а Шон Салливан — пожилого.
- Мэри Джей Блайдж — Ча-Ча (сезон 1), агент Комиссии и безжалостная убийца, которая работает в паре с Хейзелом.
- Кэмерон Бриттон — Хейзел (сезон 1; гостевая роль в сезоне 2), напарник Ча-Чи, который разочарован своей работой в качестве агента Комиссии и решает уйти из Комиссии после знакомства с владелицей кафе пончиков Агнес[6]. Во втором сезоне пожилой Хейзел приходит к Пятому в 1963 году, чтобы помочь ему предотвратить апокалипсис.
- Джон Магаро — Леонард Пибоди / Харольд Дженкинс (сезон 1). Возлюбленный Вани. В детстве он был поклонником Академии «Амбрелла» и мечтал стать её членом, так как родился в тот же день, но в результате обычной беременности, и был жёстко отвергнут Реджинальдом. Он обнаружил личный дневник Реджинальда Харгривза, из которого узнал о способностях Вани, после чего стал частью её жизни, чтобы изучить её потенциал и манипулировать ей в своих целях. К сожалению, он не рассчитывал, что сверхъественная сила Вани приведёт к апокалипсису. Ваня убивает его, узнав о его истинных мотивах[7]. Джесси Ной Груман исполняет роль юного Леонарда.
- Адам Годли и Кен Холл — Финней Пого (сезон 1; гостевая роль в сезоне 2), верный ассистент Реджинальда Харгривза и интеллигентный шимпанзе. Годли обеспечил голос и мимику лица для захвата движения, а Холл — для захвата движения тела и играл персонажа на съёмочной площадке[6][8][9]. Во втором сезоне в 1963 году появляется младшая версия Пого, к которому Реджинальд и Грейс относятся как к сыну.
  - Годли также исполняет роль Пого из альтернативной временной линии, где он разочаровался в Академии «Спэрроу», покинул их и стал татуировщиком.
- Колм Фиор — сэр Реджинальд Харгривз / Монокль. Основатель Академии «Амбрелла» и эксцентричный миллиардер-затворник, смерть которого в 2019 году приводит к воссоединению его приёмных детей[6]. В альтернативной временной линии он по-прежнему жив и основал Академию «Спэрроу», разочаровавшись в «Амбрелле» в 1963 году и решив усыновить и удочерить вместо них других детей.
- Джастин Х. Мин — Бен Харгривз / Номер Шесть / Ужас (сезон 2; повторяющаяся роль в сезоне 1). Подросток, обладающий способностью выпускать из тела огромные щупальца. Бен умер, но регулярно является Клаусу и иногда помогает ему. Итан Хванг исполняет роль юного Бена.
  - Мин также играет роль Бена Харгривза / Номера Два в Академии «Спэрроу» (сезон 2 — настоящее время), альтернативную версию Бена, который, как и его двойник из «Амбреллы», был усыновлен Реджинальдом вместе с пятью другими детьми. Однако этот Бен, который всё ещё жив в 2019 году, не знает, что такое Академия «Амбрелла»[10].
- Риту Арья — Лайла Питтс (сезон 2—н.в.), возлюбленная Диего и приёмная дочь Куратора. Одна из 43 детей, рождённых 1 октября. Владеет эмпатической мимикрией и присваивает себе чужие сверхспособности. Райя Кора и Анджана Вернуганан исполняют роль Лайлы в подростковом и в 4-летнем возрастах соответственно.
- Юсуф Гейтвуд — Реймонд Честнат (сезон 2; второстепенная роль в сезоне 3), второй муж Эллисон.
- Марин Айрленд — Сисси Купер (сезон 2), возлюбленная Вани. Жена Карла и мать Харлана.
- Кейт Уолш — Куратор (сезон 2; повторяющаяся роль в сезоне 1; гость в сезоне 3), глава Комиссии и бывший босс Пятого. Приёмная мать Лайлы, найденной после убийства её родителей в 1993 году.
- Генезис Родригес — Слоун Харгривз / Номер Пять в Академии «Спэрроу» (сезон 3)[10].
- Бритни Олдфорд — Фей Харгривз / Номер Три в Академии «Спэрроу» (сезон 3)[10].

### Второстепенные роли
- Шейла Маккарти — Агнес Рофа (сезон 1), владелица и официантка в кафе «Пончики у Гридди», возлюбленная Хейзела. Умерла от рака незадолго до событий второго сезона.
- Джордан Клэр Роббинс — Грейс Харгривз / Мама, приёмная мать воспитанников Академии «Амбрелла». Робот, созданный Реджинальдом после того, как Ваня убила нескольких нянь своей силой. Создана на прототипе настоящей Грейс, возлюбленной Реджинальда Харгривза в 1963 году[11].
  - Роббинс также исполняет роль Грейс в альтернативной временной линии, где она является служанкой в Академии «Спэрроу», подвергается влиянию Кугельблица и воспринимает его как бога.
- Эшли Мадекве — детектив Эйдора Пэтч (сезон 1), бывшая подруга Диего.
- Питер Аутербридж — дирижёр (сезон 1).
- Рейнбоу Сан Френкс — детектив Чак Биман (сезон 1). Детектив полиции, напарник Эйдоры Патч.
- Мэтт Бидел — сержант Дейл Чеддер (сезон 1). Полицейский из маленького города, который расследовал драку возле ресторана.
- Коди Рэй Томпсон (сезон 1) — Дэйв, бойфренд Клауса во время войны во Вьетнаме.
  - Калем Макдональд (сезон 2) — молодой Дэйв.
- Кен Холл — Герб (сезон 2; гостевая роль в сезонах 1 и 3), новый глава Комиссии после понижения в должности Куратора.
- Патрис Гудман — Дот (сезон 2; гостевая роль в сезоне 1), сотрудница Комиссии
- Кевин Ранкин — Эллиот (сезон 2).
- Джастин Пол Келли (сезон 2; гость в сезоне 3) и Каллум Кит Ренни (сезон 3) — Харлан Купер / Лестер Покет, сын Сисси и Карла Куперов, страдающий аутизмом и видящий в Ване суррогатного родителя. Когда Ваня не даёт ему утонуть, Харлан получает часть её способностей. В 3 сезоне Харлан, сыгранный Ренни, стал взрослым человеком, который научился говорить, но не может контролировать свои нежеланные способности[6].
- Джон Капелос — Джек Руби (сезон 2), владелец ночного клуба, в котором работал Лютер.
- Крис Холден-Рид — Аксель (сезон 2), один из братьев-шведов.
- Джейсон Брайден — Отто (сезон 2), один из братьев-шведов.
- Том Синклер — Оскар (сезон 2), один из братьев-шведов.
- Стивен Богерт — Карл Купер (сезон 2), муж Сисси Купер и отец Харлана.
- Робин Аткин Даунс — Эй Джей Кармайкл (сезон 2), говорящая золотая рыбка, новый глава Комиссии.
- Джастин Корнуэлл[англ.] — Маркус Харгривз / Номер Один (сезон 3) в Академии «Спэрроу»[10].
- Джейк Эпштейн — Альфонсо Харгривз / Номер Четыре (сезон 3) в Академии «Спэрроу»[10].
- Каззи Дэвид — Джейми Харгривз / Номер Шесть (сезон 3) в Академии «Спэрроу»[10].
- Джейвон Уолтон[англ.] — Стэнли (сезон 3), мальчик, притворяющийся ребёнком Диего и Лайлы по просьбе последней.
- Джулиан Ричингс — Чет Родо (сезон 3), эксцентричный менеджер отеля «Обсидиан».
- Дэвид Кросс — Сай Гроссман (сезон 4).
- Ник Офферман — доктор Джин Тибедо (сезон 4).
- Меган Маллалли — доктор Джин Тибедо (сезон 4).
- Мартин Роуч[англ.] — Ланс Риббонс (сезон 4), заместитель директора ЦРУ.
- Виктория Саваль — Дженнифер (сезон 4).

## Список серий
|  | 1 | 10 | 15 февраля 2019 | 15 февраля 2019 |                |                |
|  | 2 | 10 | 31 июля 2020    | 31 июля 2020    |                |                |
|  | 3 | 10 | 22 июня 2022    | 22 июня 2022    |                |                |
|  | 4 | 6  | 8 августа 2024  | 8 августа 2024  | 8 августа 2024 | 8 августа 2024 |

### Сезон 1 (2019)
| № общий | Название                                                                                      | Режиссёр        | Автор сценария                     | Дата премьеры   |
| ------- | --------------------------------------------------------------------------------------------- | --------------- | ---------------------------------- | --------------- |
| 1       | «Мы видимся только на свадьбах и похоронах» «We Only See Each Other At Weddings And Funerals» | Питер Хоар      | Джереми Слейтер                    | 15 февраля 2019 |
| 2       | «Беги, мальчик, беги» «Run Boy Run»                                                           | Эндрю Бернстайн | Стив Блэкман                       | 15 февраля 2019 |
| 3       | «Слишком заурядная» «Extra Ordinary»                                                          | Эндрю Бернстайн | Бен Недиви и Мэтт Вулперт          | 15 февраля 2019 |
| 4       | «Человек на Луне» «Man On The Moon»                                                           | Эллен Курас     | Лорен Шмидт Хиссрик                | 15 февраля 2019 |
| 5       | «Номер Пять» «Number Five»                                                                    | Эллен Курас     | Боб де Лаурентис                   | 15 февраля 2019 |
| 6       | «День, которого не было» «The Day That Wasn't»                                                | Стивен Сурджик  | Снеха Курс                         | 15 февраля 2019 |
| 7       | «День, который был» «The Day That Was»                                                        | Стивен Сурджик  | Бен Недиви и Мэтт Вулперт          | 15 февраля 2019 |
| 8       | «До меня дошёл слух» «I Heard A Rumor»                                                        | Джереми Уэбб    | Лорен Шмидт Хиссрик и Снеха Курс   | 15 февраля 2019 |
| 9       | «Перемены» «Changes»                                                                          | Джереми Уэбб    | Боб де Лаурентис и Эрик В. Филлипс | 15 февраля 2019 |
| 10      | «Белая Скрипка» «The White Violin»                                                            | Питер Хоар      | Стив Блэкман                       | 15 февраля 2019 |

### Сезон 2 (2020)
| № общий | № в сезоне | Название                                         | Режиссёр        | Автор сценария                  | Дата премьеры |
| ------- | ---------- | ------------------------------------------------ | --------------- | ------------------------------- | ------------- |
| 11      | 1          | «Возврат к началу» «Right Back Where We Started» | Сильвен Уайт    | Стив Блэкман                    | 31 июля 2020  |
| 12      | 2          | «Плёнка „Франкели“» «The Frankel Footage»        | Стивен Сурджик  | Марк Гоффман                    | 31 июля 2020  |
| 13      | 3          | «Шведская работа» «The Swedish Job»              | Стивен Сурджик  | Джесси Маккиоун                 | 31 июля 2020  |
| 14      | 4          | «Маджестик-12» «The Majestic 12»                 | Том Верика      | Бронвин Гэррити                 | 31 июля 2020  |
| 15      | 5          | «Вальгалла» «Valhalla»                           | Том Верика      | Роберт Аскинс                   | 31 июля 2020  |
| 16      | 6          | «Лёгкий ужин» «A Light Supper»                   | Эллен Курас     | Эйрин Мишель Уилльямс           | 31 июля 2020  |
| 17      | 7          | «Око за око» «Öga for Öga»                       | Эллен Курас     | Никки Шифельбайн                | 31 июля 2020  |
| 18      | 8          | «Семь стадий» «The Seven Stages»                 | Аманда Марсалис | Марк Гоффман и Джесси Маккиоун  | 31 июля 2020  |
| 19      | 9          | «743» «743»                                      | Аманда Марсалис | Бронвин Гэррити и Роберт Аскинс | 31 июля 2020  |
| 20      | 10         | «Этап пройден» «The End of Something»            | Джереми Уэбб    | Стив Блэкман                    | 31 июля 2020  |

### Сезон 3 (2022)
| № общий | № в сезоне | Название                                                      | Режиссёр      | Автор сценария                         | Дата премьеры |
| ------- | ---------- | ------------------------------------------------------------- | ------------- | -------------------------------------- | ------------- |
| 21      | 1          | «Знакомство с семьёй» «Meet The Family»                       | Джереми Уэбб  | Стив Блэкман и Мишель Ловретта         | 22 июня 2022  |
| 22      | 2          | «Самый большой в мире клубок» «World's Biggest Ball Of Twine» | Шерил Дунье   | Джесси Маккиоун                        | 22 июня 2022  |
| 23      | 3          | «Молнии в кармане» «Pocket Full Of Lightning»                 | Шерил Дунье   | Роберт Эскинс                          | 22 июня 2022  |
| 24      | 4          | «Кугельблиц» «Kugelblitz»                                     | Сильвен Уайт  | Эйрин Мишель Уильямс                   | 22 июня 2022  |
| 25      | 5          | «Меньшая из зол» «Kindest Cut»                                | Сильвен Уайт  | Элизабет Падден                        | 22 июня 2022  |
| 26      | 6          | «Мэриголд» «Marigold»                                         | Джефф Ф. Кинг | Лорен Отеро                            | 22 июня 2022  |
| 27      | 7          | «Ауфвидерзейн» «Auf Widersehen»                               | Кейт Вудс     | Мишель Ловретта                        | 22 июня 2022  |
| 28      | 8          | «Свадьба в конце света» «Wedding At The End Of The World»     | Пако Кабесас  | Джесси Маккиоун и Эйрин Мишель Уильямс | 22 июня 2022  |
| 29      | 9          | «Семь колоколов» «Seven Bells»                                | Пако Кабесас  | Роберт Эскинс                          | 22 июня 2022  |
| 30      | 10         | «Забвение» «Oblivion»                                         | Джефф Ф. Кинг | Стив Блэкман и Роберт Эскинс           | 22 июня 2022  |

### Сезон 4 (2024)
| № общий | № в сезоне | Название                                                                            | Режиссёр     | Автор сценария                                                                                                 | Дата премьеры  |
| ------- | ---------- | ----------------------------------------------------------------------------------- | ------------ | --- | -------------- |
| 31      | 1          | «Цель достигнута, но какой ценой» «The Unbearable Tragedy of Getting What You Want» | Джереми Уэбб | Стив Блэкман и Джесси Маккиоун                                                                                 | 8 августа 2024 |
| 32      | 2          | «Джин и Джин» «Jean and Gene»                                                       | Джереми Уэбб | Телесценарий: Молли Нуссбаум и Роберт Аскинс История: Молли Нуссбаум, Роберт Аскинс и Джесси Маккиоун          | 8 августа 2024 |
| 33      | 3          | «Девочка и кальмар» «The Squid and The Girl»                                        | Пако Кабесас | Эйрин Мишель Уильямс и Элизабет Пэдден                                                                         | 8 августа 2024 |
| 34      | 4          | «Очищение» «The Cleanse»                                                            | Пако Кабесас | Лорен Отеро и Томас Пейдж Макби                                                                                | 8 августа 2024 |
| 35      | 5          | «Шесть лет, пять месяцев и два дня» «Six Years, Five Months, and Two Days»          | Невилл Кидд  | Телесценарий: Джесси Маккиоун и Эндрю Рааб История: Кристофер Хай, Роберт Аскинс, Джесси Маккиоун и Эндрю Рааб | 8 августа 2024 |
| 36      | 6          | «Конец начала» «End of the Beginning»                                               | Пако Кабесас | Телесценарий: Джесси Маккиоун История: Кристофер Хай, Роберт Аскинс, Джесси Маккиоун и Стив Блэкмен            | 8 августа 2024 |

## Производство

### Разработка
Изначально студия Universal Pictures планировала снять полнометражный фильм на основе серии комиксов «Академия Амбрелла». Марк Бомбэк должен был написать сценарий; в 2010 году его заменил Роусон Маршалл Тёрбер.
7 июля 2015 года стало известно, что по мотивам серии комиксов «Академия „Амбрелла“» будет снят сериал, производством которого займется компания Universal Cable Productions. 11 июля 2017 года было официально объявлено, что компания Netflix заказала 10 серий первого сезона, а в качестве исполнительных продюсеров выступят писатель Джерард Уэй и художник комиксов Габриэль Ба. Джереми Слейтер написал сценарий пилотного эпизода, в то время как Стив Блэкман был назначен шоураннером. Первый сезон «Академии Амбрелла» был выпущен на Netflix 15 февраля 2019 года.
На волне успеха первого сезона 2 апреля 2019 года сериал был продлён на второй сезон, премьера которого состоялась 31 июля 2020 года. Дата премьеры второго сезона оставалась неизвестной до 18 мая 2020 года, когда был выпущен тизер-трейлер, в котором исполнители главных ролей танцевали под песню «I Think We’re Alone Now» 1987 года в исполнении Тиффани. 26 июня стало известно, что действие сериала будет происходить в 60-х годах в Далласе из-за путешествия во времени, произошедшего в финале первого сезона. 8 июля 2020 вышел трейлер второго сезона сериала.
В ноябре 2020 года Netflix продлил сериал на третий сезон, который вышел 22 июня 2022 года.
В июне 2022 года Блэкман заявил, что если сериал и будет продлён на четвёртый сезон, он, вероятно, станет последним.

### Съёмки
Съёмки первого сезона начались 15 января 2018 года в Торонто. Джерард Уэй разместил на своем аккаунте в Instagram иллюстрацию Фабио Муна, на которой изображены актёрский состав и съёмочная группа во время первой читки сценария в Торонто. Он также опубликовал фотографию первого дня на съёмочной площадке.
Дополнительные съемки проходили в Гамильтоне, Онтарио. Съёмки завершились 18 июля 2018 года.
Съёмки второго сезона начались 16 июня 2019 года. Как и предыдущий сезон, он снимался в Торонто и Гамильтоне, Онтарио, несмотря на то, что действие сериала происходит в Далласе, штат Техас. В Далласе велись съёмки экстерьеров, например, в парке Dealey Plaza. Съёмки завершились 23 ноября 2019 года.
Съёмки третьего сезона начались 7 февраля 2021 года и завершились 28 августа.

### Музыка
Саундтрек был написан Джеффом Руссо.

## Приём

### Зрители
16 апреля 2019 года стало известно о том, что в течение первого месяца после премьеры сериал посмотрели более 45 миллионов пользователей Netflix. В списке самых популярных сериалов Netflix в 2019 году «Академия Амбрелла» заняла третье место, уступив лишь третьему сезону «Очень странных дел» и «Ведьмаку».
3 сентября 2020 года Netflix сообщил, что после выхода второго сезона было установлено несколько рекордов по количеству зрителей. В первую неделю показа второго сезона «Академия „Амбрелла“» стала самым просматриваемым телесериалом на Netflix, возглавив рейтинг Nielsen среди стриминговых ТВ-шоу: зрители суммарно просмотрели 3 миллиарда минут первых двух сезонов сериала. 21 октября 2020 года Netflix опубликовал рейтинги Nielsen, согласно которым второй сезон за первые 28 дней посмотрело более 43 миллионов зрителей. Это позволило ему занять 6-е место в списке самых просматриваемых сериалов Netflix в 2020 году, уступив таким конкурентам, как «Ход королевы» и «Рэтчед».

### Критика
На сайте-агрегаторе Rotten Tomatoes рейтинг одобрения первого сезона составляет 76 % на основе 92 рецензий со средней оценкой 7,20. Консенсусный вывод критиков при этом гласит: «Сериал „Академия Амбрелла“ имеет очень образную нить повествования со множеством скрытых эмоциональных моментов и исключительно убедительным актёрским ансамблем, но такая настойчивая чувственность зачастую вступает в конфликт с периодически проявляющимися атрибутами жанра». Metacritic, использующий для оценки средневзвешенное значение, присвоил сериалу рейтинг 61 из 100 на основе 22 критических отзывов, что указывает на «в целом благоприятные отзывы».
Некоторые критики в своих отзывах отметили сходство с сериалами «Роковой патруль» от DC Comics и «X-Men» от Marvel Comics, как в положительном плане, так и в отрицательном.
Второй сезон на Rotten Tomatoes получил 91 % положительных рецензий на основе 89 отзывов со средней оценкой 7,90. На Metacritic у второго сезона средневзвешенная оценка 67 из 100 на основе 12 критических отзывов, что указывает на «в целом благоприятные отзывы».
Третий сезон имеет на Rotten Tomatoes рейтинг 91 % на основе 22 отзывов со средней оценкой 7,5. На Metacritic у третьего сезона средневзвешенная оценка 71 из 100 на основе 5 отзывов, что указывает на «в целом благоприятные отзывы».

### Награды и номинации
| Год  | Премия                                         | Категория                                                          | Номинант(ы) | Результат | Источник |
| ---- | ---------------------------------------------- | ------------------------------------------------------------------ | --- | --------- | -------- |
| 2019 | Teen Choice Awards                             | Лучшая актриса в научно-фантастическом или фэнтэзи-сериале         | Эллен Пейдж | Номинация | [ 55 ]   |
| 2019 | «Сатурн»                                       | Лучший супергеройский стриминговый сериал                          | Академия «Амбрелла» | Номинация | [ 56 ]   |
| 2019 | «Сатурн»                                       | Лучшая актриса второго плана в стриминговом сериале                | Эллен Пейдж | Номинация | [ 56 ]   |
| 2019 | Прайм-таймовая творческая премия «Эмми»        | Лучшая художественная постановка современного сериала              | Марк Уортингтон, Мак Стилл, Джим Лэмби (за серию «Мы видимся только на свадьбах и похоронах»)                                                                     | Номинация | [ 57 ]   |
| 2019 | Прайм-таймовая творческая премия «Эмми»        | Лучшие визуальные эффекты                                          | Эверетт Берелл, Крис Уайт, Джефф Кэмпбелл, Себастьен Бергерон, Шон Шур, Стив Деллерсон, Либби Хейзел, Кэрри Ричардсон, Мисато Шинохара (за серию «Белая Скрипка») | Номинация | [ 57 ]   |
| 2019 | People's Choice Awards                         | Сериал, который смотрят запоем                                     | Академия Амбрелла | Номинация | [ 58 ]   |
| 2019 | People's Choice Awards                         | Научно-фантастический сериал / фэнтези-сериал 2019                 | Академия Амбрелла | Номинация | [ 58 ]   |
| 2019 | MTV Movie & TV Awards                          | Лучший музыкальный момент                                          | «I Think We’re Alone Now» | Номинация | [ 59 ]   |
| 2020 | Общество специалистов по визуальным эффектам   | Выдающийся анимационный персонаж в эпизоде или реалити-шоу         | Эйдан Мартин, Крейг Янг, Оливер, Байерлейн, Лорен Эрвей (за пилотную серию; Пого)                                                                                 | Номинация | [ 60 ]   |
| 2020 | Американское общество специалистов по кастингу | Пилотная серия и первый сезон — драма                              | Джуни Лоури Джонсон, Либби Голдштейн, Эйприл Вебстер, Робин Д. Кук, Саманта Гаррабрант, Джош Ропике и Джонатан Оливейра                                           | Номинация | [ 61 ]   |
| 2020 | Гильдия художников-постановщиков               | Часовой современный сериал                                         | Марк Уортингтон (за серию «Мы видимся только на свадьбах и похоронах»)                                                                                            | Победа    | [ 62 ]   |
| 2020 | People’s Choice Awards                         | Научно-фантастический сериал / фэнтэзи-сериал 2020                 | Академия «Амбрелла» | Номинация | [ 63 ]   |
| 2021 | Critics' Choice Super Awards                   | Лучший супергеройский сериал                                       | Академия «Амбрелла» | Номинация | [ 64 ]   |
| 2021 | Hollywood Music in Media Awards                | Лучшая работа музыкального супервайзера на телевидение             | Джен Малоун | Номинация | [ 65 ]   |
| 2021 | GLAAD Media Awards                             | Лучший драматический сериал                                        | Академия «Амбрелла» | Номинация | [ 66 ]   |
| 2021 | «Энни»                                         | Лучший анимированный персонаж (игровые съёмки)                     | Эйдан Мартин, Хантер Паркс, Крейг Янг, Вики Йео и Кристал Сэй Эуа                                                                                                 | Номинация | [ 67 ]   |
| 2021 | MTV Movie & TV Awards                          | Лучшее исполнение в шоу                                            | Эллиот Пейдж | Номинация | [ 68 ]   |
| 2021 | «Сатурн»                                       | Лучший супергеройский телесериал                                   | Академия «Амбрелла» | Номинация | [ 69 ]   |
| 2021 | Прайм-таймовая творческая премия «Эмми»        | Лучшая операторская работа в сериале, снятом одной камерой (1 час) | Невилл Кидд (за серию «Возврат к началу») | Номинация | [ 70 ]   |
| 2021 | Прайм-таймовая творческая премия «Эмми»        | Лучшие костюмы в стиле фэнтези / научная-фантастика                | Кристофер Харгадон, Хизер Крепп, Уильям Нг и Джейн Фибер (за серию «Плёнка „Франкели“»)                                                                           | Номинация | [ 70 ]   |
| 2021 | Прайм-таймовая творческая премия «Эмми»        | Лучший монтаж звука в комедийном или драматическом сериале (1 час) | Джон Бенсон, Джейсон Крейн, Джон Снайдер, Эй Джей Шапиро, Дарио Бискальди, Лодж Уорстер, Линдси Пеппер и Зейн Д. Брюс (для фильма «Этап пройден»)                 | Номинация | [ 70 ]   |
| 2021 | Прайм-таймовая творческая премия «Эмми»        | Лучшие специальные визуальные эффекты в отдельном эпизоде          | Эверетт Баррелл, Филип Хоффман, Джесси Кавенюк, Кристофер Стек, Софи Вертиган, Джефф Кэмпбелл, Лоран Спиллемекер, Р. Кристофер Уайт и Райан Фрир (за серию «743») | Номинация | [ 70 ]   |
| 2022 | «Сатурн»                                       | Лучший телесериал в жанрах: экшн / триллер                         | «Академия Амбрелла» | Номинация | [ 71 ]   |
| 2022 | «Сатурн»                                       | Лучший актёр в телесериале для потокового медиа                    | Эллиот Пейдж | Победа    | [ 71 ]   |
| 2022 | People’s Choice Awards                         | Научно-фантастический/фэнтезийный сериал года                      | «Академия Амбрелла» | Номинация | [ 72 ]   |

### Комментарии
1. 1 2  Указан в титрах как Эллен Пейдж в сезонах 1—2.